# Doryctes pacificus
Doryctes pacificus är en stekelart som först beskrevs av Léon Abel Provancher 1885.  Doryctes pacificus ingår i släktet Doryctes och familjen bracksteklar. Inga underarter finns listade i Catalogue of Life.